# Kazanłyk

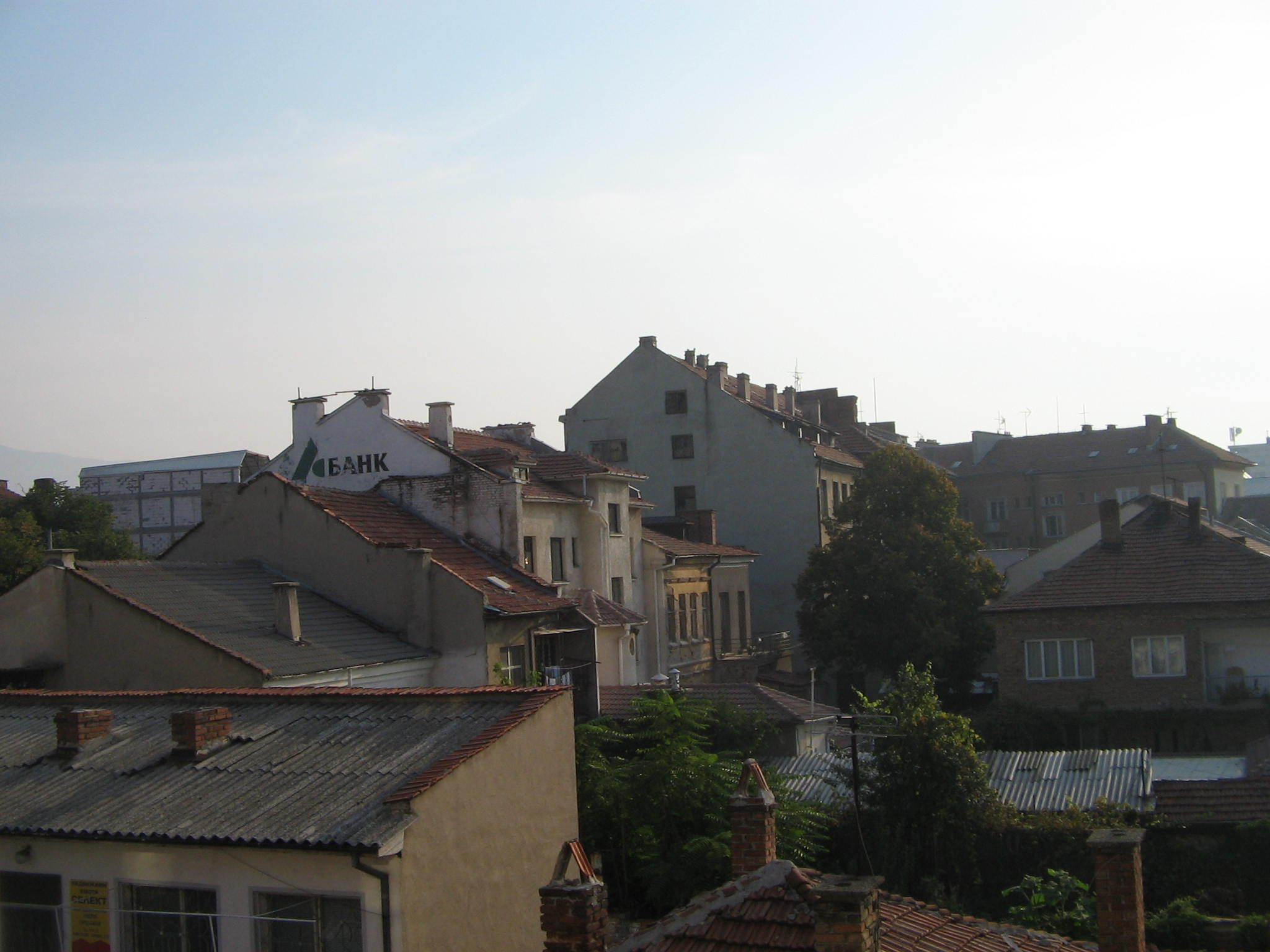
Jeden z zaułków w Kazanłyku

Kazanłyk (bułg. Казанлък) – miasto w środkowej części Bułgarii, niemal w centrum Doliny Róż, na północ od Starej Zagory. Przemysł maszynowy, tekstylny; miasto znane jest z produkcji olejku różanego, pozyskiwanego z ogromnych pól obsadzonych różami. 47 tys. mieszkańców (2021).
W północnej części miasta podczas II wojny światowej przypadkowo odkryto doskonale zachowany tracki grobowiec z okresu hellenistycznego, z bogatymi malowidłami ściennymi. Grobowiec został wpisany na listę światowego dziedzictwa kulturalnego UNESCO. Od czasu tego znaleziska badania archeologiczne pozwoliły na odkrycie wielu innych trackich grobowców w położonej nieopodal miasta Dolinie Królów. W mieście znajduje się także Muzeum Róż. 

## Historia

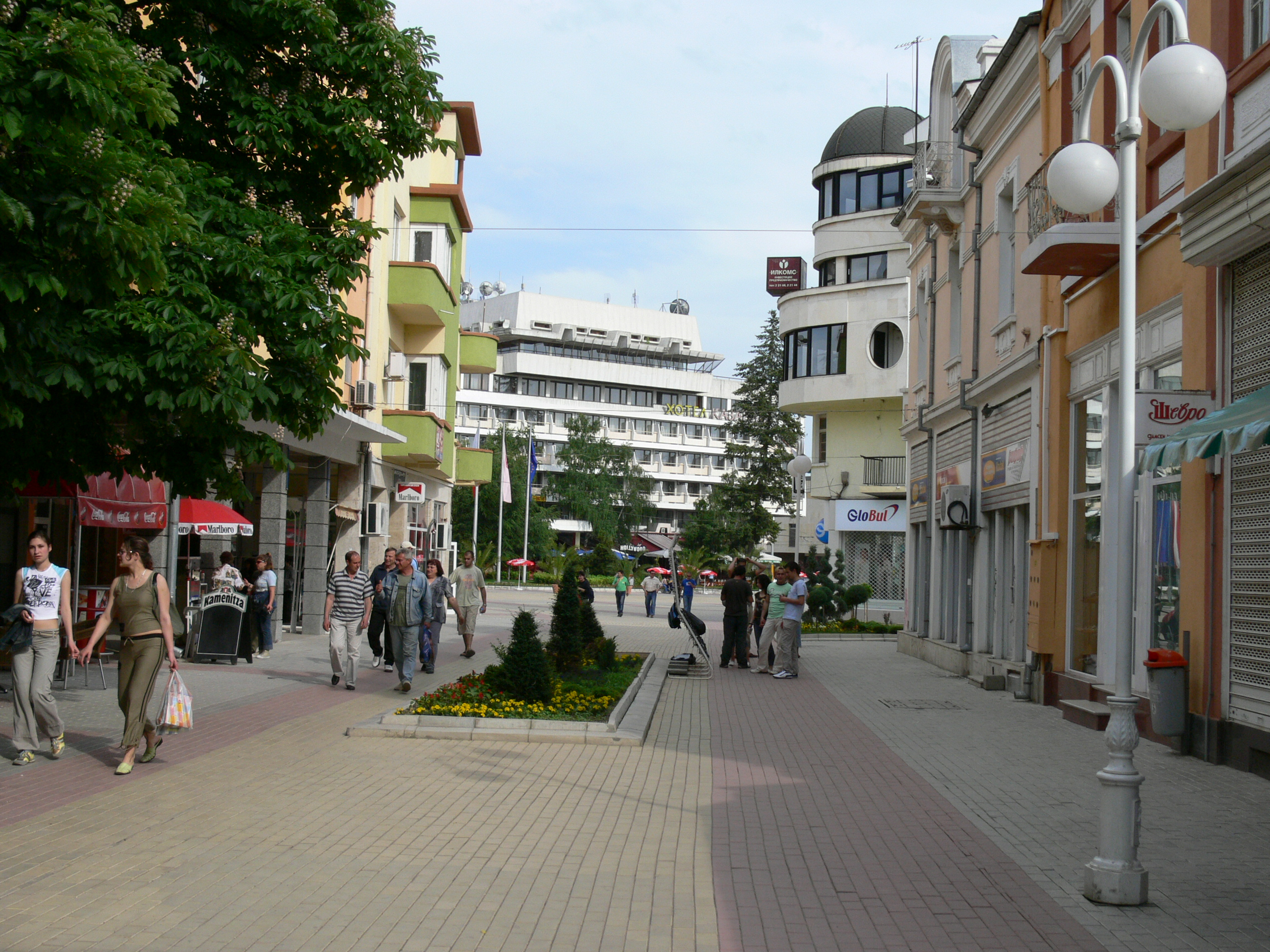
Deptak we współczesnym Kazanłyku przy placu Seutopolis.

Najstarsze osadnictwo na obszarze współczesnego miasta sięga epoki neolitu (VI-V tysiąclecie p.n.e.). W IV-III wieku p.n.e. ziemie nad górnym biegiem rzeki Tundży znajdowały się w granicach władztwa trackiego władcy Seutesa III i odegrały ważną rolę w historycznym rozwoju Tracji w okresie hellenistycznym. Trackie miasto Seuthopolis (Σευθόπολις) zostało odkryte w pobliżu Kazanłyku i dokładnie przebadane podczas budowy zbiornika Koprinka. W IV wieku p.n.e., w pobliżu starożytnej trackiej stolicy Seutopolis i niedaleko miasta, zbudowano wspaniały tracki grobowiec. Składający się z kopułowej, ceglanej konstrukcji w kształcie "ula" (tholos), zawiera między innymi malowidła przedstawiające tracką parę podczas rytualnej uczty pogrzebowej. Grobowiec został wpisany na listę światowego dziedzictwa UNESCO w 1979 roku.
W średniowieczu dolina stała się centrum administracyjnym regionu Krun, gdzie rządził bułgarski bojar Aldimir (Eltimir). Po 1370 roku Kazanłyk znalazł się pod panowaniem osmańskim. Współczesna nazwa miasta pochodzi od tureckiego Kazanlık.
Współczesne miasto powstało na początku XV wieku jako twierdza wojskowa mająca chronić przełęcz Szipka, a później rozwinęło się jako miasto rzemieślników. Rozwinęło się ponad 50 rodzajów rzemiosł, takich jak garbarstwo, kotlarstwo, złotnictwo, tkactwo materiałów wełnianych, szewstwo, bednarstwo oraz uprawa róż. Olejodajna róża, sprowadzona z Azji Środkowej przez Persję, Syrię i Turcję, znalazła tutaj idealne warunki do rozwoju – odpowiednią temperaturę, wysoką wilgotność oraz lekkie gleby. Olejek różany z Kazanłyku zdobywał złote medale na wystawach światowych w Paryżu, Londynie, Filadelfii, Antwerpii, Laet i Mediolanie. Po uzyskaniu niepodległości przez Bułgarię rzemiosło zaczęło podupadać z powodu utraty rynków zbytu w Imperium Osmańskim. Rozwinęły się natomiast przemysł tekstylny, lotniczy oraz zbrojeniowy.

## Miasta partnerskie
- Aleksandria, Egipt
- Weria, Grecja
- Grasse, Francja
- Koczani, Macedonia Północna
- Luksor, Egipt
- Nagykanizsa, Węgry
- Saint-Herblain, Francja
- Togliatti, Rosja
- Târgoviște, Rumunia
- Fukuyama, Japonia